# Station Olen
Station Olen is een onbemand spoorwegstation (of stopplaats) langs spoorlijn 15 op de grens van Onze-Lieve-Vrouw-Olen en Sint-Jozef-Olen, in de gemeente Olen. Sommige diensten worden uitgevoerd met dieseltreinen, andere elektrisch.
In 1957 werd de bediening van het station gestopt wegens de lage rendabiliteit. Op 21 april 1991 werd het station tijdelijk in gebruik genomen voor de Hertog Express, een gehuurde trein voor een reis naar Luxemburg. Vanaf 1991 werd het station één keer per jaar gebruikt, totdat in 1996 het station terug in gebruik werd genomen.
Het stationsgebouw, dat dateert van 1878, is niet meer in gebruik. Het is omgevormd tot een bier- en jenevermuseum.

## Treindienst
| Serie       | Treinsoort               | Route                                                                                                   | Bijzonderheden             |
| ----------- | ------------------------ | --- | -------------------------- |
| IC 10       | Intercity (NMBS)         | Antwerpen-Centraal – Olen – Mol – Hamont                                                                |                            |
| S 33        | S-trein Antwerpen (NMBS) | Antwerpen-Centraal – Herentals – Olen – Mol                                                             | Rijdt alleen op werkdagen. |
| P 7205/8205 | Piekuurtrein (NMBS)      | Mol – Olen – Mechelen – Brussel-Zuid                                                                    | Rijdt alleen op werkdagen. |
| P 8220      | Piekuurtrein (NMBS)      | [ Hamont – Olen – Olen – ] / [ Essen – Antwerpen-Centraal – ] Leuven – Heverlee                         | Een trein op zondagavond.  |
| ICT 6710    | Toeristentrein (NMBS)    | [ Neerpelt – Olen – ] / [ Turnhout – ] Herentals – Mechelen – Gent-Sint-Pieters – Brugge – Blankenberge | Rijdt in juli en augustus. |

## Galerij

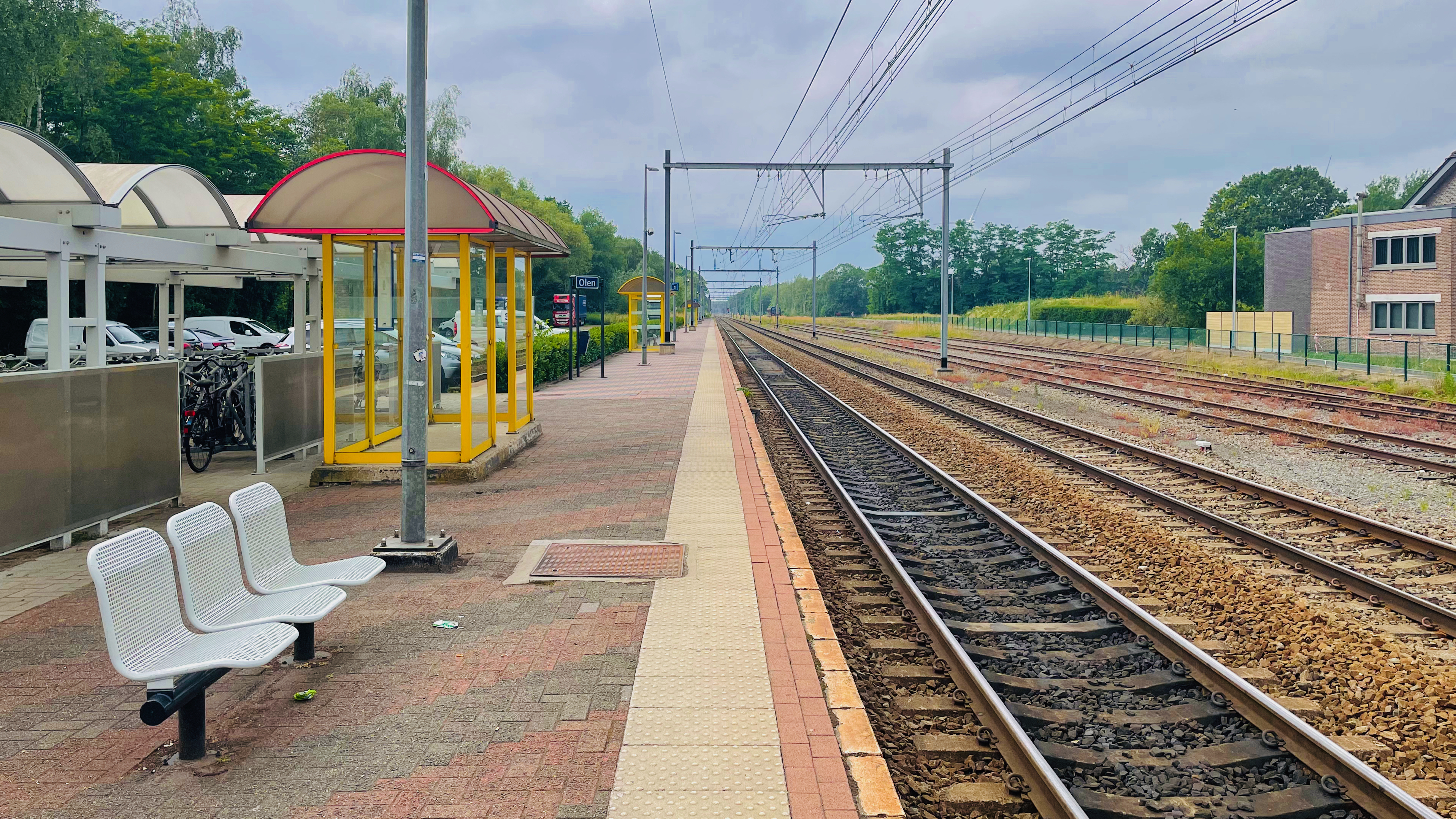
Zicht op het perron
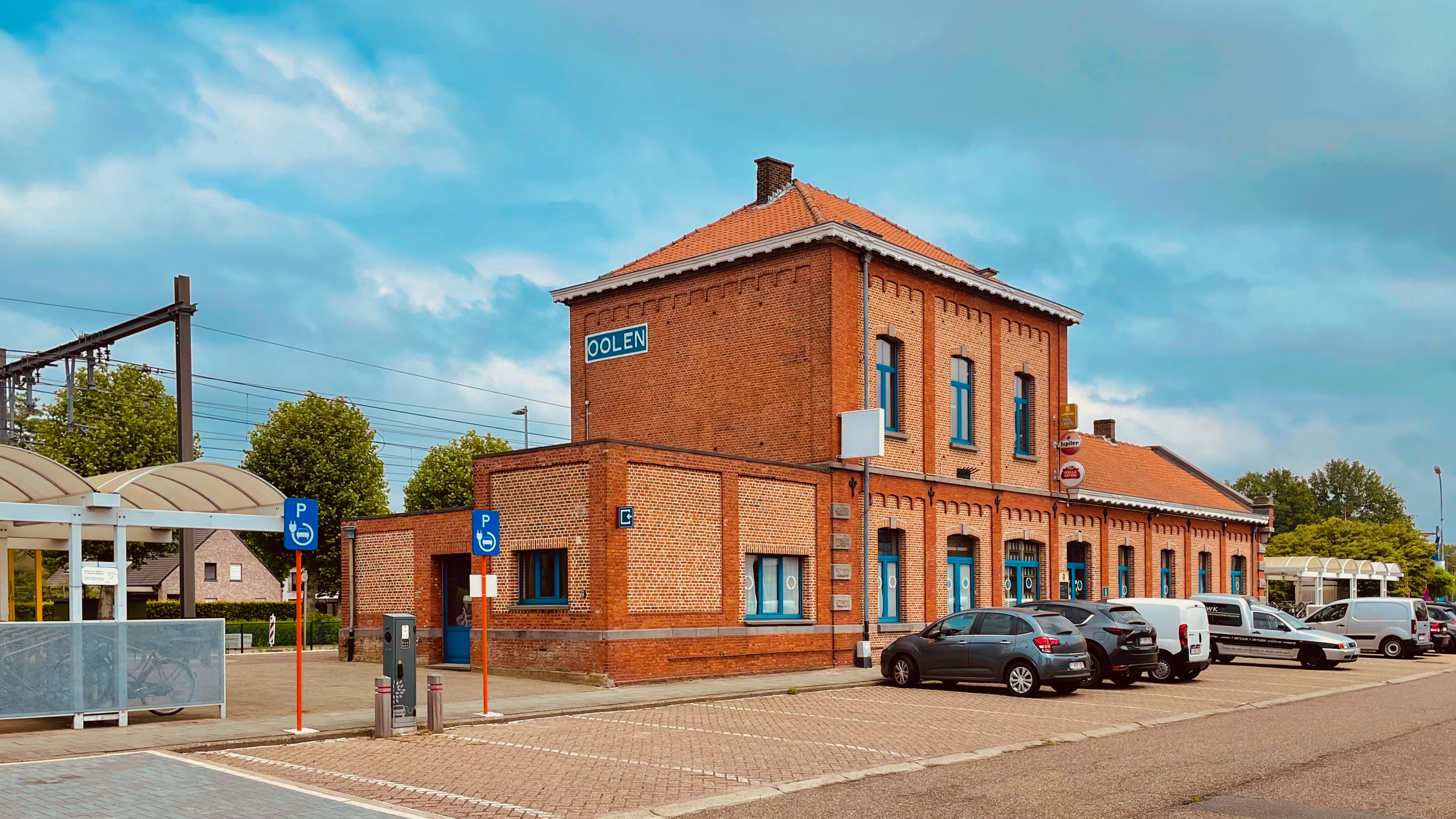
Voormalig stationsgebouw
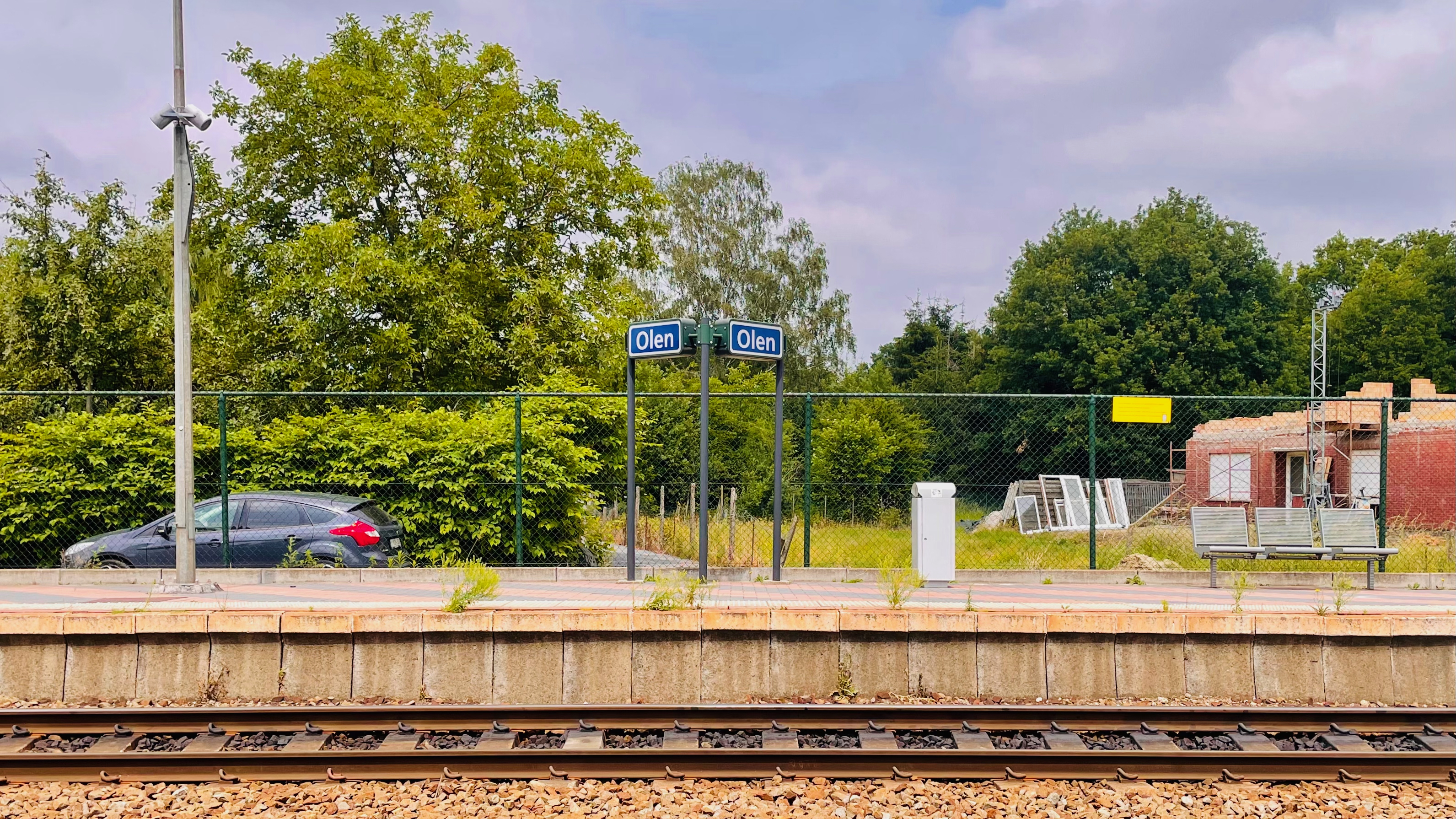
Plaatsnaambord op het perron
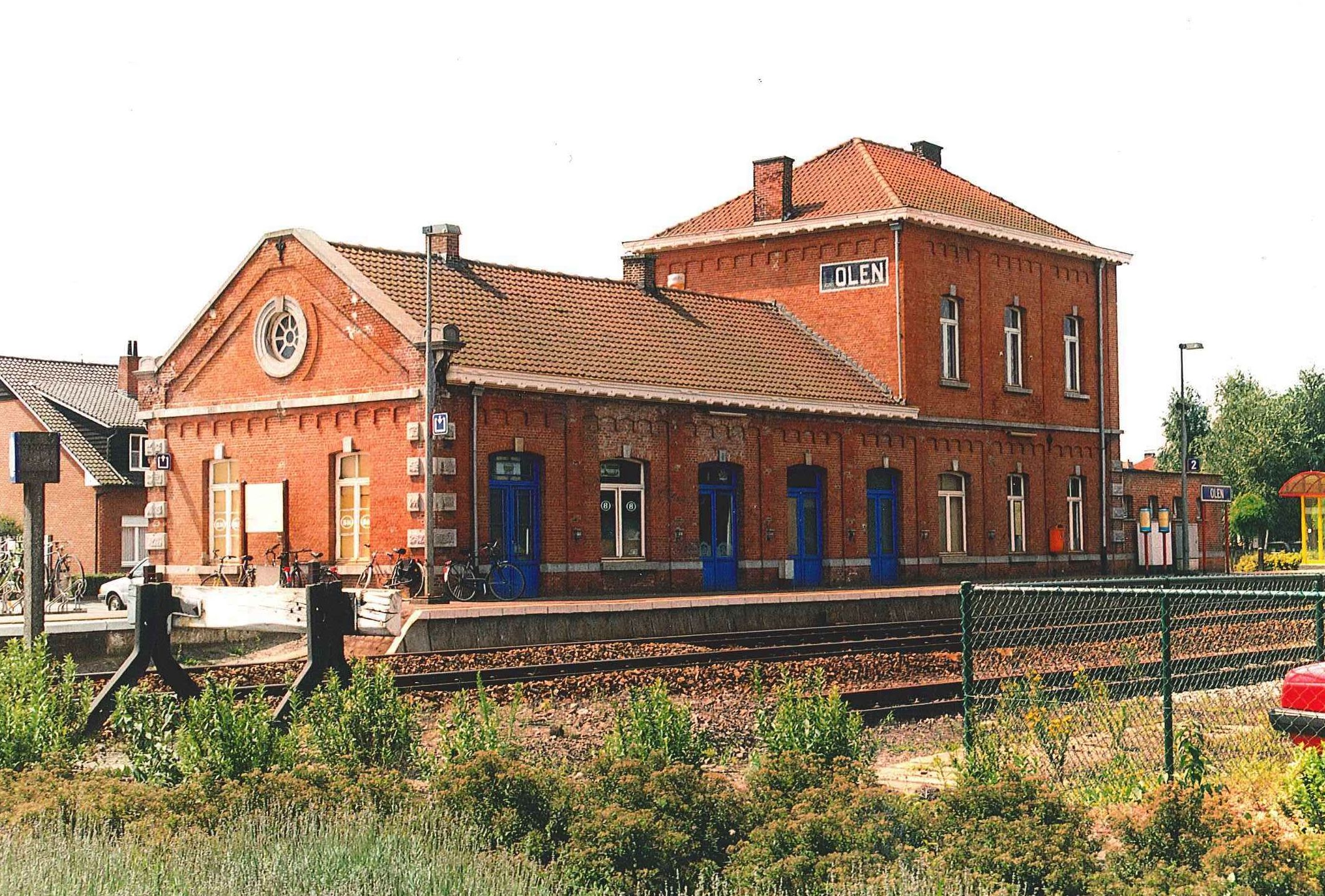
Het station (1998)

## Reizigerstellingen
De grafiek en tabel geven het gemiddeld aantal instappende reizigers weer op een week-, zater- en zondag.
| Tabel: aantal instappende reizigers station Olen | Tabel: aantal instappende reizigers station Olen | Tabel: aantal instappende reizigers station Olen | Tabel: aantal instappende reizigers station Olen |
|                                                  | Weekdag                                          | Zaterdag                                         | Zondag                                           |
| ------------------------------------------------ | ------------------------------------------------ | ------------------------------------------------ | ------------------------------------------------ |
| 1996                                             | 273                                              | 102                                              | 112                                              |
| 1997                                             | 325                                              | 154                                              | 109                                              |
| 1998                                             | 311                                              | 130                                              | 166                                              |
| 1999                                             | 247                                              | 121                                              | 152                                              |
| 2000                                             | 343                                              | 184                                              | 138                                              |
| 2001                                             | 245                                              | 110                                              | 93                                               |
| 2002                                             | 287                                              | 111                                              | 126                                              |
| 2003                                             | 296                                              | 136                                              | 152                                              |
| 2004                                             | 322                                              | 154                                              | 118                                              |
| 2005                                             | 325                                              | 131                                              | 182                                              |
| 2006                                             | 328                                              | 166                                              | 206                                              |
| 2007                                             | 352                                              | 158                                              | 172                                              |
| 2008                                             | -                                                | -                                                | -                                                |
| 2009                                             | 351                                              | 206                                              | 165                                              |
| 2010                                             | -                                                | -                                                | -                                                |
| 2011                                             | -                                                | -                                                | -                                                |
| 2012                                             | 527                                              | 204                                              | 163                                              |
| 2013                                             | 513                                              | 158                                              | 172                                              |
| 2014                                             | 470                                              | 165                                              | 192                                              |
| 2015                                             | 517                                              | 236                                              | 199                                              |
| 2016                                             | 482                                              | 204                                              | 262                                              |
| 2017                                             | 609                                              | 218                                              | 259                                              |
| 2018                                             | 624                                              | 265                                              | 211                                              |
| 2019                                             | 598                                              | 177                                              | 235                                              |
| 2020                                             | 371                                              | 137                                              | 140                                              |
| 2021                                             | -                                                | -                                                | -                                                |
| 2022                                             | 638                                              | 234                                              | 257                                              |
| 2023                                             | 545                                              | 190                                              | 208                                              |
| 2024                                             | 555                                              | 237                                              | 313                                              |